# Basilica van Severus

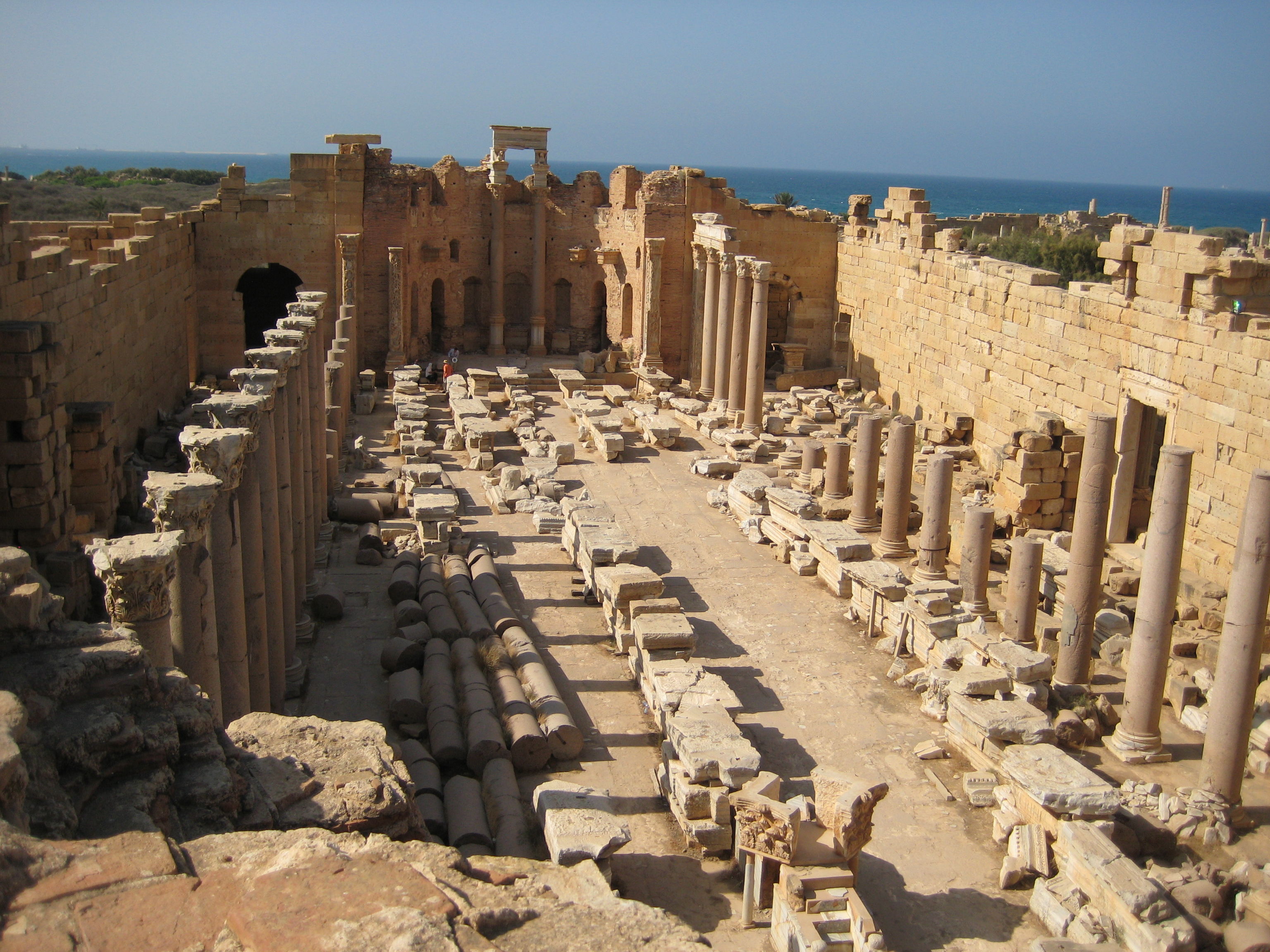
Basilica van Severus

De Basilica van Severus was een basilica gebouwd door de Romeinse keizer Septimius Severus in de plaats Leptis Magna in wat nu Libië is. De basilica werd gebouwd in het begin van de 3e eeuw en functioneerde als bestuurs- en rechtsgebouw. Het ontwerp was gebaseerd op de Basilica Ulpia in Rome. 
Het gebouw had een lengte van 95 m en was 35 m breed. Het was onderverdeeld in een middenschip aan beide zijden geflankeerd door een zijbeuk. De pilaren waren van Egyptisch graniet. Beide korte zijden van het gebouw hadden een apsis. 